# رانگالا
رانگالا (به لاتین: Rangala) یک منطقهٔ مسکونی در سری‌لانکا است که در استان مرکزی (سری‌لانکا) واقع شده‌است. رانگالا ۱٬۰۵۰ متر بالاتر از سطح دریا واقع شده‌است.